# 彌迦書
《弥迦书》或譯《米該亞》（希伯來語：ספר מיכה），是圣经全书的第33本书，也是小先知书之一。弥迦书中很多预言在时隔几百年后获得惊人应验。本书的作者是弥迦，彌迦雖是南國的先知，但他的信息是對南北國的。先知帶來了耶和華對以色列的責備，以及祂賜給以色列的復興，他的信息強而有力，適時的扭轉了猶大國希西家王的心，改變了猶大的政策，也因而拯救國家於危急存亡之秋。（耶利米書26:17-19）

## 关于作者和写作时间
彌迦是個農村預言者，來自位於耶路撒冷西南肥沃高原地帶的摩利沙村，他的名字意為「誰能像耶和華」。他對農村的事物耳熟能詳，從他作宣告時屢次運用比喻去闡明要點的方式可以見之。彌迦多半在民間傳揚上帝的話，被稱為「鄉村的先知」。
彌迦可能在猶大的農村中長大，但他的表達能力甚强。圣经中若干最優美的言詞即出自此書。第6章是以有力的對話形式寫成。彌迦從一個論點迅速轉到另一個論點，時而咒詛，時而祝福，再又咒詛，這種突如其來的轉變緊扣讀者的心弦。書中充滿許多生動傳神的意象：當耶和華出動時，“衆山在祂以下必消化，諸谷必崩裂，如蠟化在火中，如水沖下山坡。”
弥迦是一位成熟的男子，長年累月、忠心耿耿地事奉耶和華。他十分勇敢，有膽量向國家的領袖們説：“你們惡善好惡，⋯⋯吃我民的肉，剝他們的皮。”他憑上帝的靈説了許多鏗鏘有力的話，然後把一切功勞全歸給耶和華。他的話包藏着豐富的知識，予人有益的訓示！
一般推測《彌迦書》的寫作日期為撒馬利亞淪陷的前後，即前735年–前700年。與他同時期先知還有以賽亞、阿摩司及何西阿。以賽亞和彌迦主要對猶大，而阿摩司和何西阿則主要對以色列。

## 本书背景
像其他許多先知書一樣，這本書甚少提及彌迦本人；信息本身才是重要的事。他在約坦、亞哈斯、希西家諸王在位時（公元前777-717年）作預言者，與以賽亞和何西阿同期。他説預言的確切時期無法肯定，但最多不超過60年。他論及撒馬利亞荒涼的預言必定是在該城於公元前740年遭受毁滅前説出的。整本預言書則在希西家的統治於公元前717年結束時完成。（弥迦书1:1）
彌迦生活在一個意義重大的危險時代，事態的迅速發展預示以色列和猶大國的毁滅行將來臨。以色列國內充滿不道德和拜偶像的事，以致後來這個國家給亞述滅了。事情顯然發生於彌迦在世的時候。猶大國在約坦統治時緊守正道，到悖逆的亞哈斯作王時轉而效法以色列的惡行，後來又在希西家統治期間把弊端糾正過來。耶和華興起彌迦向他的百姓發出强烈警告，指出他行將在他們身上施行什麽懲罰。彌迦的預言補足和證實了以賽亞及何西阿的預言。

## 真确性和地位
有充分證據表明彌迦書的記載是真實可靠的。猶太人一向接受它是希伯來文聖經正典的一部分。耶利米書26:18-19直接引用彌迦的話：“錫安必被耕種像一塊田，耶路撒冷必變為亂堆。”（弥迦书3:12）這個預言在公元前607年獲得準確的應驗，當時巴比倫王揮軍攻城，要“拆毁”耶路撒冷（历代志下36:19）。另一個宣告撒馬利亞必成為“田野的亂堆”的類似預言也應驗了（弥迦书1:6-7）。撒馬利亞在公元前740年被亞述摧毁，當時亞述人把北部以色列國的人民擄去（列王纪下17:5-6）。後來亞歷山大大帝在公元前四世紀將這個地區征服。在公元前二世紀，該地被海爾卡努斯一世所率領的猶太人再次摧毁。《新威斯敏斯特聖經辭典》論及撒馬利亞這場最後的毁滅説：“征服者把它完全夷平，試圖不留下半點痕迹讓人知道這座山上曾經有一座大城聳立。”
此外，考古學也進一步證實彌迦的預言應驗。亞述的編年史曾提及亞述人摧毁撒馬利亞一事。例如，亞述王撒珥根誇耀説：“朕圍攻撒馬利亞，並將其征服。”雖然如此，完成征服的人實際可能是撒珥根之前的國王撒縵以色五世。一本巴比倫編年史論及撒縵以色説：“他徹底摧毁了撒馬利亞。”正如彌迦所預言，希西家在位期間，亞述人入侵猶大，西拿基立把這件事詳記在史册裏。他在尼尼微宮中的牆壁上有四塊巨大的浮雕，描繪他攻取拉吉的事迹。他在一條稜柱上聲稱：“朕圍攻其堅固城46座，⋯⋯朕從（其中）擄去20萬零150人，⋯⋯朕將其人囚在耶路撒冷宮內如籠中鳥。”他也列出希西家王獻上的貢品，雖然把貢品的數量誇大了。他並沒有談及臨到他軍隊之上的災禍。
彌迦書5:2把彌賽亞的出生地點預告出來，這個傑出的預言后来得到应验。書中也有若干片段跟基督教希臘文聖經十分相近。

## 主要内容
全書可分為三部分，每部分都以“你們要聽”（《現代圣经譯本》）為開始。書中包含譴責、懲罰的警告及祝福的應許。

### 第1部分
（覆盖弥迦书1:1-2:13）。耶和華從聖殿出來，要懲罰撒馬利亞拜偶像的惡行。上帝必使她變為“亂堆”，“也必將她的石頭倒在谷中”，打碎她的一切偶像。她的創傷必無法醫治。猶大也必承擔罪責，敵人必直搗“耶路撒冷的城門”。圖謀奸惡的人必遭報哀哭：“我們全然敗落了！”
之后，經文突然把注意引到耶和華的憐憫之上，預言者奉耶和華之名宣布説：“雅各家啊，我必要聚集你們，⋯⋯安置在一處，⋯⋯又如草場上的羊群；因為人數衆多就必大大喧嘩。”（弥迦书2:12）

### 第2部分
（覆盖弥迦书3:1-5:15）。彌迦繼續説：“雅各的首領，以色列家的官長啊，你們要聽！”有一個嚴厲的警告向那些“惡善好惡”、壓迫同胞的人發出。這些惡人“打折他們的骨頭”。（弥迦书3:1-3）惡人包括沒有予人正確指引的假先知在內，他們使上帝的子民流離失所。宣揚這樣的信息必須具有超越常人的勇氣才行！但彌迦卻滿懷信心地説：“至於我，我藉耶和華的靈，滿有力量、公平、才能，可以向雅各説明他的過犯，向以色列指出他的罪惡。”（弥迦书3:8）他對流人血的首領們所作的嚴正聲討達到了高潮：“首領為賄賂行審判；祭司為雇價施訓誨；先知為銀錢行占卜。”（弥迦书3:11）是故錫安必被耕種像一塊田，耶路撒冷必變成亂堆。
其後預言再次出現强烈的對照，它指向“末後的日子”，提出有關耶和華的崇拜在他的山上復興過來的偉大預言。（弥迦书4:1）許多國的民必登這山以學習耶和華的道，因為祂的訓誨和言語必出於錫安和耶路撒冷。他們不再學習戰事，各人都要坐在自己的葡萄樹和無花果樹下。他們必不害怕。讓萬民各奉己神的名而行好了，但真正的敬拜者必奉耶和華他們上帝的名而行，上帝必作王治理他們，直到永遠。然而，錫安必先被擄到巴比倫去。當她復興時，耶和華必打碎她的仇敵。
至此彌迦預言有一位以色列君王從伯利恆以法他而出，他的“根源從亙古”就有。他必「倚靠耶和華牧養羊群」，而且成為尊大，不是僅在以色列，而是“直到地極”。（弥迦书5:2-4）入侵的亞述人只會曇花一現，因他必被擊退，其地必成廢土。“雅各餘剩的人”必在列國中有如“從耶和華那裏降下的露水”，又如獅子般勇猛。（弥迦书5:7）耶和華必根除謬誤崇拜，向不順從的列國施行報應。

### 第3部分
（覆盖弥迦书6:1-7:20）。經文展開一段訴訟形式的感人對話。耶和華“控告”以色列，並讓大山小山作見證。祂向以色列挑戰，要他們提出證言，然後祂憶述往日如何本着正義善待他們。耶和華對世人有什麽要求？並非要他們獻出巨量祭牲，而是要他們“行公義、好憐憫，存謙卑的心，與上帝同行。”（弥迦书6:8）這一切在以色列國中都付諸闕如。他們不但沒有絲毫公平、慈愛，反而愛用“不公道的天平”，充滿强暴、謊言和詭詐。（弥迦书6:11）他們絕沒有存謙卑的心與上帝同行，反而仿效在撒馬利亞作王的暗利和亞哈，隨從他們的惡謀，崇拜偶像。
預言者為百姓的道德淪亡而痛心疾首。甚至他們當中“最正直的，不過是荊棘籬笆”。（弥迦书7:4）他們在密友和家人中間都居心叵測。但彌迦並沒有因此而心灰意冷。“我要仰望耶和華，要等候那救我的上帝；我的上帝必應允我。”（弥迦书7:7）他警告其他人别因耶和華懲治祂的百姓而沾沾自喜，因為拯救終必來臨。耶和華必牧放餵養祂的百姓，把“奇事”顯給他們看，使列國大驚失色。（弥迦书7:15）在結束此書時，彌迦稱頌耶和華的豐盛慈愛，從而把自己名字的含意反映出來──「有何神像耶和華」呢？（弥迦书7:18）

## 新教觀點

### 责备和警告
差不多2,700年前，彌迦的預言證明了「在責備方面十分有益」，因為猶大的國王希西家聽從他的信息，帶領治下的百姓悔改而致力於宗教改革。今日這個預言對也同样有益。所有自稱崇拜上帝的人都應當留意彌迦就偽宗教、崇拜偶像、説謊、暴力等事所提出的坦率警告！保羅在哥林多前書6:9-11證實了這些警告，指出真正的基督徒已蒙潔淨了。凡行這些惡事的人都不能承受上帝的國。彌迦書6:8簡單清楚地説，耶和華要求人秉着公正、仁慈、謙遜與他同行。
在彌迦的日子，百姓產生了嚴重的分裂，以致“人的仇敵就是自己家裏的人”。預言者在這種情況之下宣布他的信息。真正基督徒也時常在類似的環境下傳道，有時甚至自己家裏的人也出賣和猛烈逼迫他們。他們需要時刻等候「拯救人的上帝」──耶和華。在逼迫之下或執行困難的任務時，勇敢地倚靠耶和華的人會像彌迦一樣“藉耶和華的靈，滿有力量”，繼續宣布他的信息。彌迦預言“雅各餘剩的人”會特别明顯地表現這樣的勇氣。他們會“在多國多民中，如林間百獸中的獅子”，也有如從耶和華那裏降下的露水和甘霖。在第一世紀成為基督徒會衆成員的「以色列（雅各）的餘民」的確表現這些品德。

### 预言应验
耶穌在伯利恆誕生一事應驗了彌迦書的預言。這不但證實彌迦書是上帝所感示的，也表明這節經文的上下文其實預言到基督耶穌所統治的上帝王國的來臨。耶穌就是出自伯利恆（意思是糧食之家）的那一位，為一切對他的祭物懷具信心的人帶來予人生命的裨益。他要“倚靠耶和華的大能，⋯⋯牧養祂的羊群”。他要為大，為上帝所復興的團結羊群帶來和平，直到地極。
彌迦預言在“末後的日子”，“許多國的民”會向耶和華尋求指引，這件事對我們有很大的鼓勵作用。“他們要將刀打成犁頭，把槍打成鐮刀。這國不舉刀攻擊那國；他們也不再學習戰事。人人都要坐在自己葡萄樹下和無花果樹下，無人驚嚇。這是萬軍之耶和華親口説的。”他們撇下了一切謬誤的崇拜，與彌迦異口同聲地説：“我們要永永遠遠奉耶和華──我們上帝的名而行。”彌迦的預言向我們提供這些重大事件的預觀，的確可以激發信心。這本書在顯揚耶和華為永在的至高統治主和君王方面也十分傑出。以下的話令人振奮：“耶和華要在錫安山作王治理他們，從今直到永遠”！

### 出处
1. ↑  参看弥迦书2：12；4：12，13；6：15；7：1，4，14。
2. ↑  请参看弥迦书2：10，12；3：1，12；4：1
3. ↑  请参看弥迦书1：4；也可參看弥迦书7：17。
4. ↑  参看弥迦书3：2，3，8。
5. ↑  参看以赛亚书1：1；何西阿书1：1，这两节经文给出他们做先知的大致时间。
6. ↑  参看列王纪下15：32-20：21；歷代志下第27-32章；以赛亚书7：17；何西阿书8：8；哥林多后书13：1。
7. ↑  参考The New Westminster Dictionary of the Bible, 1970, page 822
8. ↑  Ancient Near Eastern Texts, edited by James B. Pritchard, 1974, page 284
9. ↑  Assyrian and Babylonian Chronicles, by A. K. Grayson, 1975, page 73.
10. ↑  参看弥迦书1：6-9；列王纪下18：13
11. ↑  Ancient Near Eastern Texts, 1974, page 288; Insight on the Scriptures, Vol. 2, pages 894-5.
12. ↑  参看列王纪下18：14-16；19：35对希西家的记载。
13. ↑  弥迦的预言在马太福音2：4-6的到应验
14. ↑  可以比较弥迦书7：6，20；马太福音10：35，36；路加福音1：72，73的经文。
15. ↑  参看弥迦书1：6，12；2：4。
16. ↑  参看弥迦书6：1，引文出自《圣经現代中文译本》
17. ↑  参看弥迦书3:9-12；耶利米书26:18-19；列王紀下18:1-4。
18. ↑  参看弥迦书1：2；3：1；6：1
19. ↑  参看弥迦书7：6，7；马太福音10：21，35-39
20. ↑  参看弥迦书3：8；5：7，8；罗马书9：27；11：5，26。
21. ↑  参看弥迦书5：2，4；2：12；约翰福音6：33-40。
22. ↑  参看弥迦书4：1-7；提摩太前书1：17。

### 书目
- Easton's Bible Dictionary, 1897.
- LaSor, William Sanford et al. Old Testament Survey: the Message, Form, and Background of the Old Testament. Grand Rapids: William B. Eerdmans, 1996.
- BELIEVE Religious Information Source. Book of Micah. (n.d.). 13 Paragraphs. Retrieved October 4, 2005, from http://mb-soft.com/believe/txs/micah.htm （页面存档备份，存于）
- Hailey, Homer. (1973). A Commentary on the Minor Prophets. Grand Rapids: Baker Book House.
- Maxey, Al. THE MINOR PROPHETS: Micah. (n.d.). 20 Paragraphs. Retrieved October 4, 2005, from http://www.zianet.com/maxey/Proph11.htm （页面存档备份，存于）
- McKeating, Henry. (1971). The Books of AMOS, HOSEA, AND MICAH. New York: the Syndics of the Cambridge University Press.
- Pusey, E. B. (1963). The Minor Prophets: A Commentary (Vol. II). Grand Rapids: Baker Book House.
- Smith, John Merlin Powis. (1914). A Commentary on the Books of AMOS, HOSEA, AND MICAH. New York: The MacMillan Company.
- Wood, Joyce Rilett. (2000). Speech and action in Micah’s prophecy. Catholic Biblical Quarterly, no. 4(62), 49 paragraphs. Retrieved September 30, 2005, from OCLC (FirstSearch) database http://newfirstsearch.oclc.org （页面存档备份，存于）
- Stahlhoefer, A. B. Exegese de Miquéias 2.6-11. São Bento do Sul: FLT, 2005

### 閱讀聖經
- （繁體中文）彌迦書 （页面存档备份，存于）
- （简体中文）弥迦书 （页面存档备份，存于）